# Harpactea major
Harpactea major är en spindelart som först beskrevs av Simon 1910.  Harpactea major ingår i släktet Harpactea och familjen ringögonspindlar.
Artens utbredningsområde är Algeriet. Inga underarter finns listade i Catalogue of Life.